# Jet Express
Jet Express es una aerolínea con base en Libreville, Gabón. Efectúa vuelos de cabotaje regulares uniendo las principales poblaciones de Gabón así como vuelos regionales a las principales ciudades de los países vecinos del oeste de África. Su principal base de operaciones es el Aeropuerto Internacional de Libreville.

## Historia
La aerolínea fue fundada en 1989 como Avirex Gabon y es propiedad de Philippe Salles (98%), presidente de la compañía.

## Destinos
Jet Express efectúa los siguientes vuelos (a marzo de 2008): 
- Destinos domésticos regulares: Libreville y Port-Gentil.
- Destinos regulares internacionales: Bamako, Brazzaville, Cotonú, Douala, Lomé, Malabo, Uagadugú y Pointe-Noire.

(Fuente: Guía oficial de la aerolínea, septiembre de 2007)

## Flota
La flota de Jet Express se compone de las siguientes aeronaves (a 15 de noviembre de 2009):
- 1 DC9-32
- 2 Boeing 737-200
- 1 HS 125

Jet Express tiene así mismo un Boeing 727-200F de carga.